# 迪卡爾布章克申 (紐約州)
迪卡爾布章克申（英語：DeKalb Junction）是位於美國紐約州聖羅倫斯縣的普查規定居民點。

## 人口
根據2020年美國人口普查的數據，迪卡爾布章克申的面積為10.22平方千米，當中陸地面積為10.06平方千米，而水域面積為0.16平方千米。當地共有人口485人，而人口密度為每平方千米47.46人。